# Municipio de Ogema
El municipio de Ogema (en inglés: Ogema Township) es un municipio ubicado en el condado de Pine en el estado estadounidense de Minnesota. En el año 2010 tenía una población de 352 habitantes y una densidad poblacional de 2,83 personas por km².

## Geografía
El municipio de Ogema se encuentra ubicado en las coordenadas 46°2′2″N 92°28′34″O / 46.03389, -92.47611. Según la Oficina del Censo de los Estados Unidos, el municipio tiene una superficie total de 124.4 km², de la cual 121,11 km² corresponden a tierra firme y (2,65 %) 3,3 km² es agua.

## Demografía
Según el censo de 2010, había 352 personas residiendo en el municipio de Ogema. La densidad de población era de 2,83 hab./km². De los 352 habitantes, el municipio de Ogema estaba compuesto por el 42,9 % blancos, el 55,4 % eran amerindios y el 1,7 % eran de una mezcla de razas. Del total de la población el 0,28 % eran hispanos o latinos de cualquier raza.